# سراج الدين الدجيلي
سِرَاجُ الدِّينِ أَبُو عَبْدِ اللَّهِ الْحُسَيْنُ بْنُ يُوسُفَ بْنِ مُحَمَّدِ بْنِ أَبِي السَّرِيِّ الدُّجَيْلِيُّ الْبَغْدَادِيُّ الْحَنْبَلِيُّ (664 – 6 ربيع الأول 732هـ / 1266 – 1332م)، فقيه متفنن ومقرئ ونحوي وأديب. وهو مؤلف كتاب: «الوجيز في الفقه على مذهب الإمام أحمد بن حنبل»، والكتاب اعتمد متنا للمذهب الحنبلي من قبل بعض علماء الحنابلة.